# 捷爾薩坎河
51°14′58″N 67°09′33″E / 51.2494°N 67.1592°E
捷爾薩坎河是哈薩克斯坦的河流，位於該國北部，屬於伊希姆河的左支流，處於首都努爾-蘇丹以西300公里，河道全長334公里，流域面積19,500平方公里。

## 外部連結
- article110244 （页面存档备份，存于）, Great Soviet Encyclopedia